# Studierbarkeit
Studierbarkeit bezeichnet die Gewährleistung angemessener Studienbedingungen durch die Hochschule. Unter Studierbarkeit wird somit häufig „all das verstanden, was eine Hochschule an Rahmenbedingungen und Infrastruktur bereitstellt, um den Studierenden ein möglichst reibungsloses und flexibles Studieren zu ermöglichen.“ Die definierenden Eigenschaften des Begriffs sind Gegenstand wissenschaftlicher Diskussionen und schwierig zu fassen. Aus diesem Grund bevorzugen manche Wissenschaftler eine Definition ex negativo, z. B. „Studierbarkeit ist die Abwesenheit von Faktoren, die das Studium behindern.“ Solche Faktoren werden zu den Gründen gezählt, warum in Deutschland mehr als die Hälfte der Studierenden ihr Studium nicht in der Regelstudienzeit bewältigt.
Von der Studierbarkeit zu unterscheiden ist die Studierfähigkeit. Während die Studierbarkeit eine Eigenschaft eines Studiengangs ist, ist die Studierfähigkeit die individuelle Eigenschaft von Studierenden.

## Merkmale von Studierbarkeit
Zur Studierbarkeit eines Studiengangs tragen viele Faktoren bei, wie z. B. Informationsangebote, Workload und die Organisation von Lehrveranstaltungen und Prüfungen. Diese Faktoren werden in der wissenschaftlichen Literatur unterschiedlich gruppiert.
René Krempkow fokussiert Leistungs- und Zeit-Perspektive. Bei der Leistungsperspektive geht es darum, ob das Studium bezüglich der Leistungsanforderungen erfolgreich studiert werden kann. Bei der Zeit-Perspektive geht es um die Frage, ob das Studium in der vorgesehenen Zeit studiert werden kann.
Birgit Czanderle unterscheidet drei Ebenen von Studierbarkeit:
- Strukturebene (Ausgangsbedingungen, Rahmenbedingungen der Hochschule)
- Prozessebene (Studierendenzahlen, Studienverlauf)
- Ergebnisebene (Studienzeit, Studienerfolg)

Imke Buß unterscheidet zwischen Faktoren, die von einer Hochschule steuerbar sind, und individuellen Faktoren der Studierbarkeit. Zu letzteren zählt sie Faktoren wie Vorbildung und Lebenssituation (z. B. Geldmangel, die Notwendigkeit, Zeit für eine Erwerbstätigkeit aufzuwenden, familiäre Verpflichtungen, gesundheitliche Gründe oder das Engagement in der Gesellschaft bzw. in universitären Gremien). Erstere fasst sie unter dem Sammelbegriff „strukturelle Studierbarkeit“ zusammen. Buß nennt fünf Aspekte struktureller Studierbarkeit:
1. Ort und Zeitpunkt der Lehrveranstaltungen (E-Learning, Wahlmöglichkeiten, zeitliche Lage der Veranstaltung);
2. Umfang der Präsenzlehre (gemessen in SWS) und Verteilung des Arbeitsaufwands über die Semester (Workload und Prüfungen);
3. Studiendauer und Möglichkeit von Studienunterbrechungen (z. B. Fristen, Beurlaubungen);
4. Flexibilität im Studienformat (z. B. Teilzeitstudium, berufsbegleitendes Studium, Fernstudium, Zertifikatsstudium) sowie
5. Beratung und Betreuung, welche die Situation der Studierenden berücksichtigt und gleichzeitig ihre Orientierung unterstützt.

Empirische Untersuchungen von Studierbarkeit beschreiben die Mängel, die die Studierbarkeit verringern. Studierende nennen als wichtigste Formen der ihnen begegnenden mangelnden strukturellen Studierbarkeit und als Gründe, die zur Verlängerung ihrer Studiendauer führen:
- Mängel in der Lehr-, Prüfungs- und Hochschulorganisation
- Probleme bzgl. des Aufbaus und der Strukturierung des Studiums sowie
- mangelnde Qualität der Lehre

## Akkreditierung
Im Kontext der Akkreditierung von Studiengängen hat der Begriff Studierbarkeit auch eine eingeschränktere formale Bedeutung, da diese im Zuge der Akkreditierung von Studiengängen nachgewiesen werden muss. In Deutschland fordert der Akkreditierungsrat dazu: 
Die Studierbarkeit des Studiengangs wird gewährleistet durch:
- die Berücksichtigung der erwarteten Eingangsqualifikationen,
- eine geeignete Studienplangestaltung,
- die auf Plausibilität hin überprüfte (bzw. im Falle der Erstakkreditierung nach Erfahrungswerten geschätzte) Angabe der studentischen Arbeitsbelastung,
- eine adäquate und belastungsangemessene Prüfungsdichte und -organisation,
- entsprechende Betreuungsangebote sowie
- fachliche und überfachliche Studienberatung.

Die Belange von Studierenden mit Behinderung werden berücksichtigt.
Das österreichische Bundesministerium für Bildung, Wissenschaft und Forschung bewertet es als den wichtigsten Aspekt der Studierbarkeit, dass „die Rahmenbedingungen eines Studiums […] es möglich machen, das Studium innerhalb der Regelstudienzeit abzuschließen“.